# ۹۸۳ (میلادی)
۹۸۳ (میلادی) نهصد و هشتاد و سومین سال تقویم میلادی است.

## درگذشتگان
‎